# Herbert Rettig

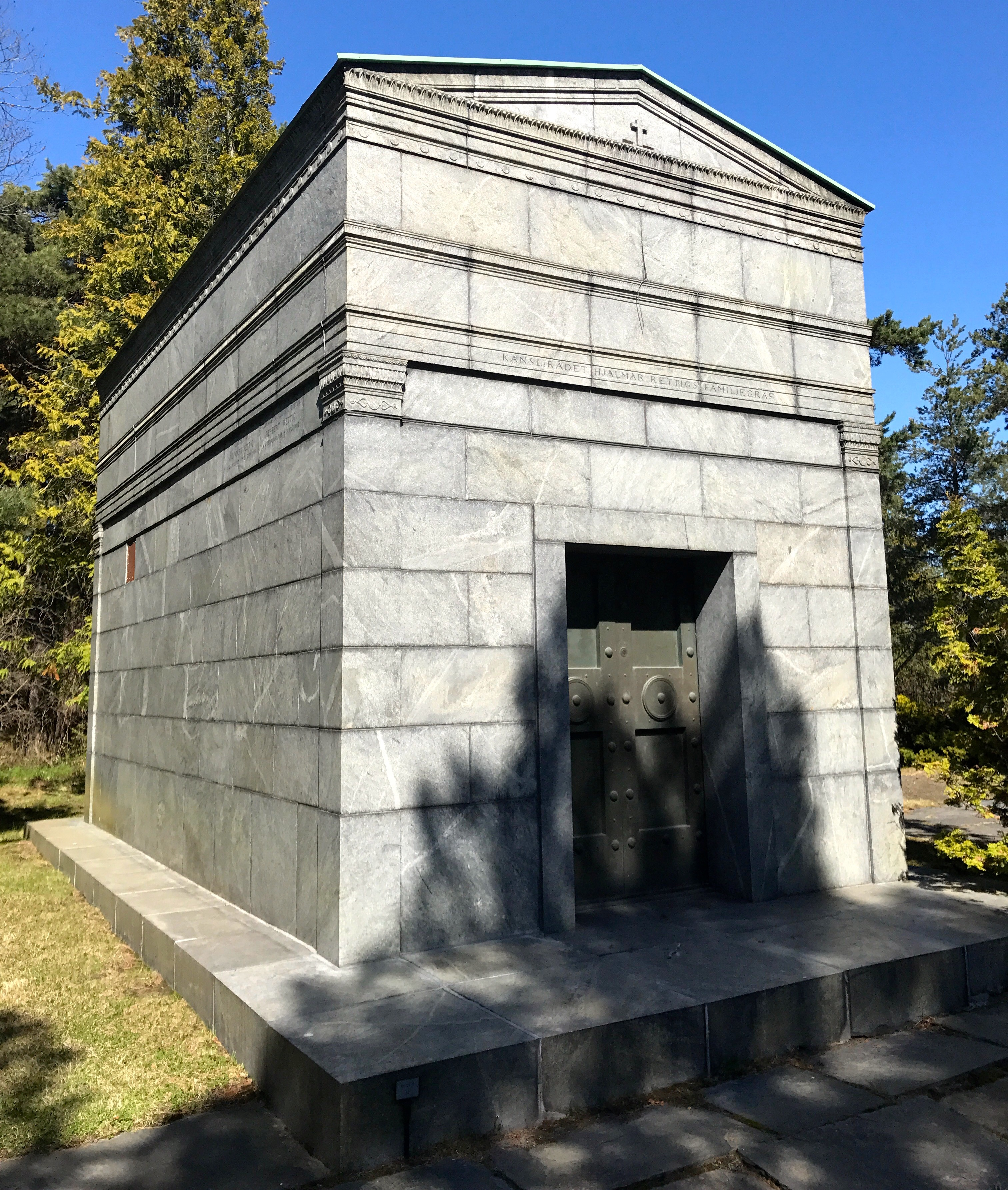
Rettigska gravkoret på Norra begravningsplatsen

Carl Herbert Rettig, född 4 februari 1888 i Stockholm, död 3 juli 1962, var en svensk historiker och donator.

## Biografi
Herbert Rettig föddes i 1880-talets högreståndskretsar i Stockholm. Han var den äldste av två söner till Hjalmar (1856–1925) och Julia Rettig och sonson till grosshandlaren Robert Rettig (1818–1886). Brodern Nils Rettig (1892–1933) var diplomat. 
Efter studier i bland annat Montpellier i Frankrike blev Herbert Rettig 1909 filosofie kandidat vid Uppsala universitet med ämnena statskunskap, geografi, franska och nordisk och jämförande fornkunskap. År 1916 blev han filosofie doktor i historia i Leipzig på avhandlingen Die Stellung der Regierung und des Reichstages Schwedens zur polnischen Frage. Han studerade även lantbruk och var 1918–1929 lantbrukare på Tuna gård i Tensta, Uppland. Han tillhörde under denna tid Bondeförbundet, var ledamot av dess förtroenderåd och hade flera internationella uppdrag rörande jordbruksfrågor. 
År 1929 förvärvade han Skånelaholms slott, där han placerade sin samling av föremål för ett tilltänkt allmogemuseum. Tillsammans med det ursprungligen av fadern förvärvade Rettigska huset, Villagatan 3, Stockholm, ingick slottet i Herbert Rettigs  donation till Kungliga Vitterhetsakademien 1962.

## Rettigska priset
Rettigska priset utdelas av Kungliga Vitterhetsakademien. Det ingick i makarna Rettigs stora donation, och prissumman, som år 2018 var 250 000 kronor, utgår ur Rettigska kulturstiftelsens avkastningsmedel. Priset skall gå till en framstående forskare inom akademiens ansvarsområde och alternerar mellan akademiens båda klasser.